# Kaasavuori
Kaasavuori är en kulle i Finland.   Den ligger i den ekonomiska regionen  Åbo ekonomiska region  och landskapet Egentliga Finland, i den sydvästra delen av landet, 170 km väster om huvudstaden Helsingfors. Toppen på Kaasavuori är 25 meter över havet. Kaasavuori ligger på ön Rimito.
Terrängen runt Kaasavuori är mycket platt. Havet är nära Kaasavuori åt sydväst. Runt Kaasavuori är det ganska glesbefolkat, med 29 invånare per kvadratkilometer. Närmaste större samhälle är Nådendal, 10,1 km öster om Kaasavuori. I omgivningarna runt Kaasavuori växer i huvudsak barrskog.